# Chú thợ may nhỏ dũng cảm (phim 1988)
Chú thợ may nhỏ dũng cảm (tiếng Slovak: Odvážný malý krejčí, tiếng Đức: Das tapfere Schneiderlein, tiếng Ý: Il prode piccolo sarto, tiếng Pháp: Le vaillant petit tailleur), hay Một đòn chết bảy (tiếng Slovak: Sedem jednou ranou, tiếng Đức: Sieben auf einen Streich, tiếng Ý: Sette in un colpo, tiếng Pháp: Sept d'un coup) là một bộ phim thần tiên - cổ tích của đạo diễn Dušan Trančík, ra mắt lần đầu năm 1991.
Truyện phim dựa theo câu chuyện cổ tích cùng tên của Anh em nhà Grimm.

## Diễn viên
- Miro Noga... Chú thợ may Simon
- Oldřich Navrátil
- Tomáš Žilinčík
- Karel Roden
- Peter Šimun
- Uršula Kluková
- Peter Debnár
- Zdeněk Dušek
- František Ringo Čech
- Rudolf Hrušínský ml.
- Zdeněk Srstka
- Mojmír Maděrič
- Pavla Severinová
- Jana Radoušová
- Ferdinand Krůta
- Amanda Sandrelli
- Mónica Molina
- Günter Mack
- Karel Roden
- Chris Greener
- Elma Karlowa
- Aleksandr Sizonenko

## Ê-kíp
- Phục trang: Ludmila Demovicová, Anita Hrossová
- Âm thanh: Lubomír Novota, Pavol Sasík